# COSAFA Cup 2007
Die elfte Ausgabe des COSAFA-Cups, offiziell COSAFA Castle Cup 2007, fand vom 29. September bis zum 24. Oktober 2007 in Südafrika statt. Vier Mannschaften aus dem südlichen Afrika spielten hier um den Titel des „Meisters des südlichen Afrikas“. Südafrika gewann seinen zweiten Titel. Die Vorrunde fand vom 28. April bis zum 29. Juli in Botswana, Mosambik und Swasiland statt.

## Spielmodus
Für die Endrunde des Turniers war der Titelverteidiger Sambia automatisch qualifiziert. Die restlichen 12 Teilnehmer spielten in drei Gruppen, dessen Sieger sich für die Endrunde in Südafrika qualifizierte. Die Gruppenränge wurden durch Austragen eines Halbfinales entschieden, deren Gewinner ein Gruppenfinale und deren Verlieren ein Spiel um Platz 3 ausspielten.

## Vorrunde/Qualifikation

### Gruppe A
Die Spiele der Gruppe A fanden am 28. und 29. April 2007 in der Hauptstadt Mosambiks, in Maputo, statt. In dieser Gruppe spielten die östlichen Verbandsmitglieder, inklusive der Inselstaaten Madagaskar und der Seychellen. Gastgeber Mosambik konnte sich für die Endrunde qualifizieren.

#### Halbfinale
|                |   |            |           |
| 28. April 2007 |   |            |           |
| Madagaskar     | – | Simbabwe   | 0:1 (0:0) |
| 28. April 2007 |   |            |           |
| Mosambik       | – | Seychellen | 2:0 (0:0) |

#### Spiel um Platz 3
|                |   |            |           |
| 29. April 2007 |   |            |           |
| Madagaskar     | – | Seychellen | 5:0 (2:0) |

#### Finale
|                |   |          |                |
| 29. April 2007 |   |          |                |
| Mosambik       | – | Simbabwe | 0:0, 5:4 i. E. |

### Gruppe B
Die Spiele der Gruppe B fanden am 26. und 27. Mai 2007 in Somhlolo in Swasiland statt. In dieser Gruppe spielten die südlichen Mitgliedsstaaten Südafrika und Swasiland, sowie Malawi und der Inselstaat Mauritius. Gruppensieger wurde Südafrika.

#### Halbfinale
|              |   |           |                |
| 26. Mai 2007 |   |           |                |
| Swasiland    | – | Mauritius | 0:0, 5:6 i. E. |
| 26. Mai 2007 |   |           |                |
| Malawi       | – | Südafrika | 0:0, 4:5 i. E. |

#### Spiel um Platz 3
|              |   |           |           |
| 27. Mai 2007 |   |           |           |
| Malawi       | – | Swasiland | 0:1 (0:0) |

#### Finale
|              |   |           |           |
| 27. Mai 2007 |   |           |           |
| Südafrika    | – | Mauritius | 2:0 (1:0) |

### Gruppe C
Die Spiele der Gruppe C fanden am 28. und 29. Juli 2007 in Gaborone in Botswana statt. In Gruppe C spielten die westlichen Verbandsmitglieder Angola, Namibia und Botswana sowie Lesotho. Gastgeber Botswana konnte sich in der Gruppe durchsetzen.

#### Halbfinale
|               |   |         |     |
| 28. Juli 2007 |   |         |     |
| Angola        | – | Lesotho | 2:0 |
| 28. Juli 2007 |   |         |     |
| Botswana      | – | Namibia | 1:0 |

#### Spiel um Platz 3
|               |   |         |     |
| 29. Juli 2007 |   |         |     |
| Namibia       | – | Lesotho | 3:2 |

#### Finale
|               |   |        |                |
| 29. Juli 2007 |   |        |                |
| Botswana      | – | Angola | 0:0, 3:1 i. E. |

## Endrunde

### Halbfinale
Die Halbfinalbegegnungen fanden in Atteridgeville statt.
|                    |   |          |           |
| 29. September 2007 |   |          |           |
| Mosambik           | – | Sambia   | 0:3 (0:1) |
| 24. September 2007 |   |          |           |
| Südafrika          | – | Botswana | 1:0 (1:0) |

### Finale
Das Finale fand in Bloemfontein statt.
|                  |   |        |                |
| 24. Oktober 2007 |   |        |                |
| Südafrika        | – | Sambia | 0:0, 4:3 i. E. |